# 麥迪遜縣 (阿肯色州)
麥迪遜縣（英語：Madison County）是美国阿肯色州西北部的一個郡，面積2,168平方公里。根據2020年美國人口普查，共有人口16,521人。縣治亨茨維爾。該縣成立於1836年9月30日，縣名是紀念第四任美国总统詹姆斯·麦迪逊。